# Wharenui

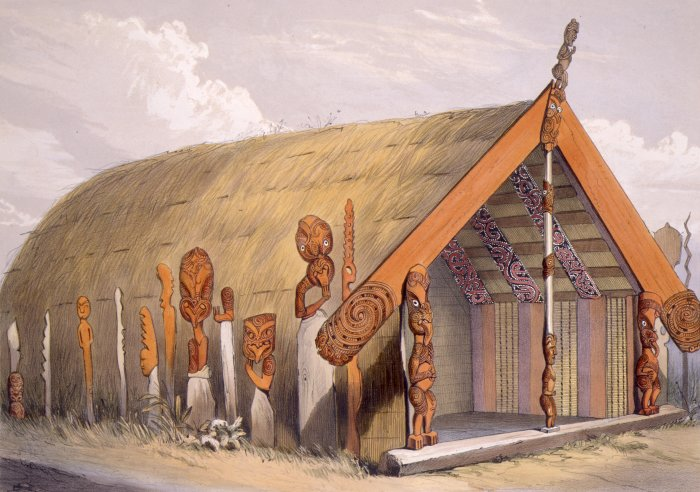
Maketu-Haus in Otawhao, 1844

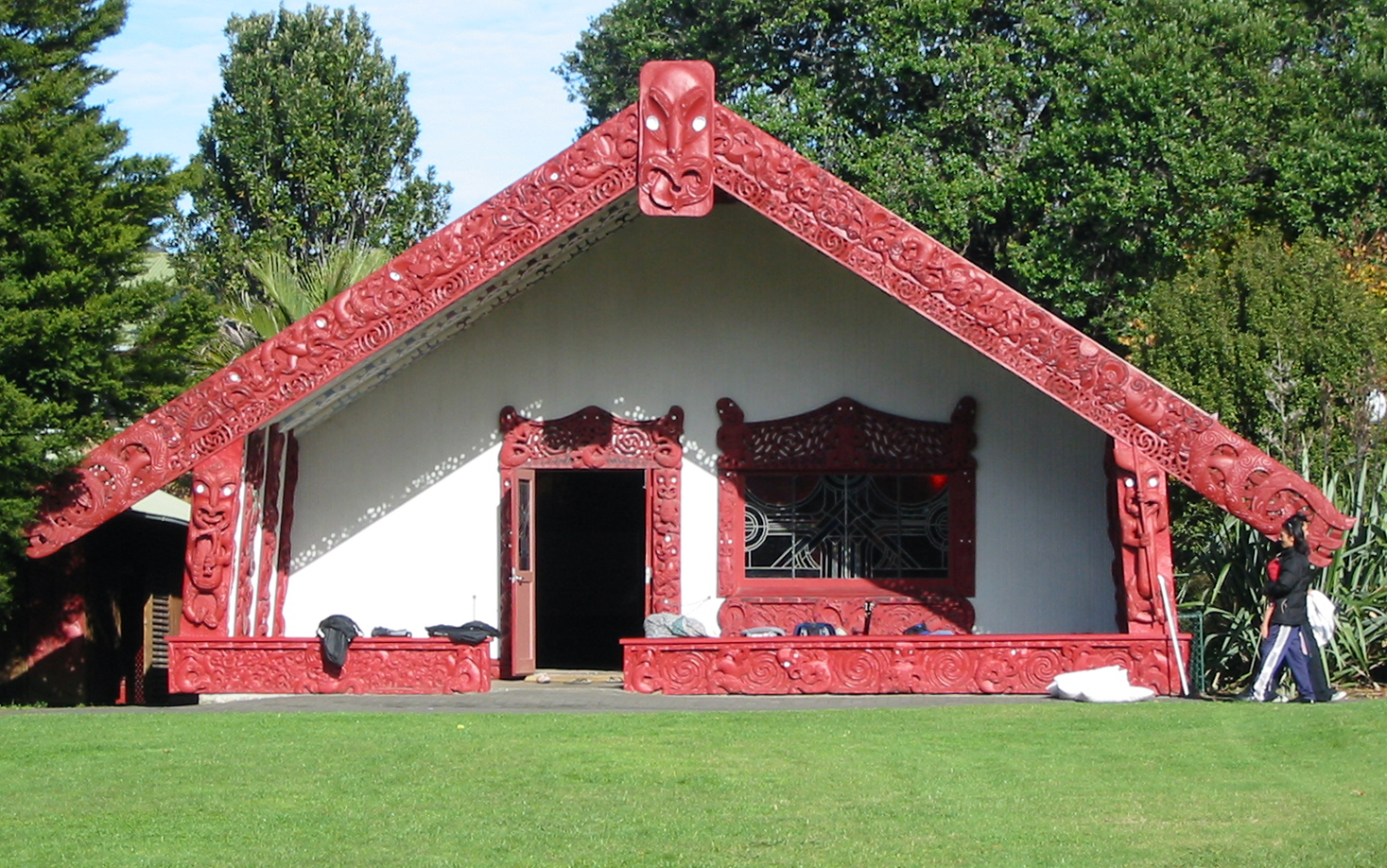
Tānenuiarangi, das Wharenui des Waipapa Marae der University of Auckland

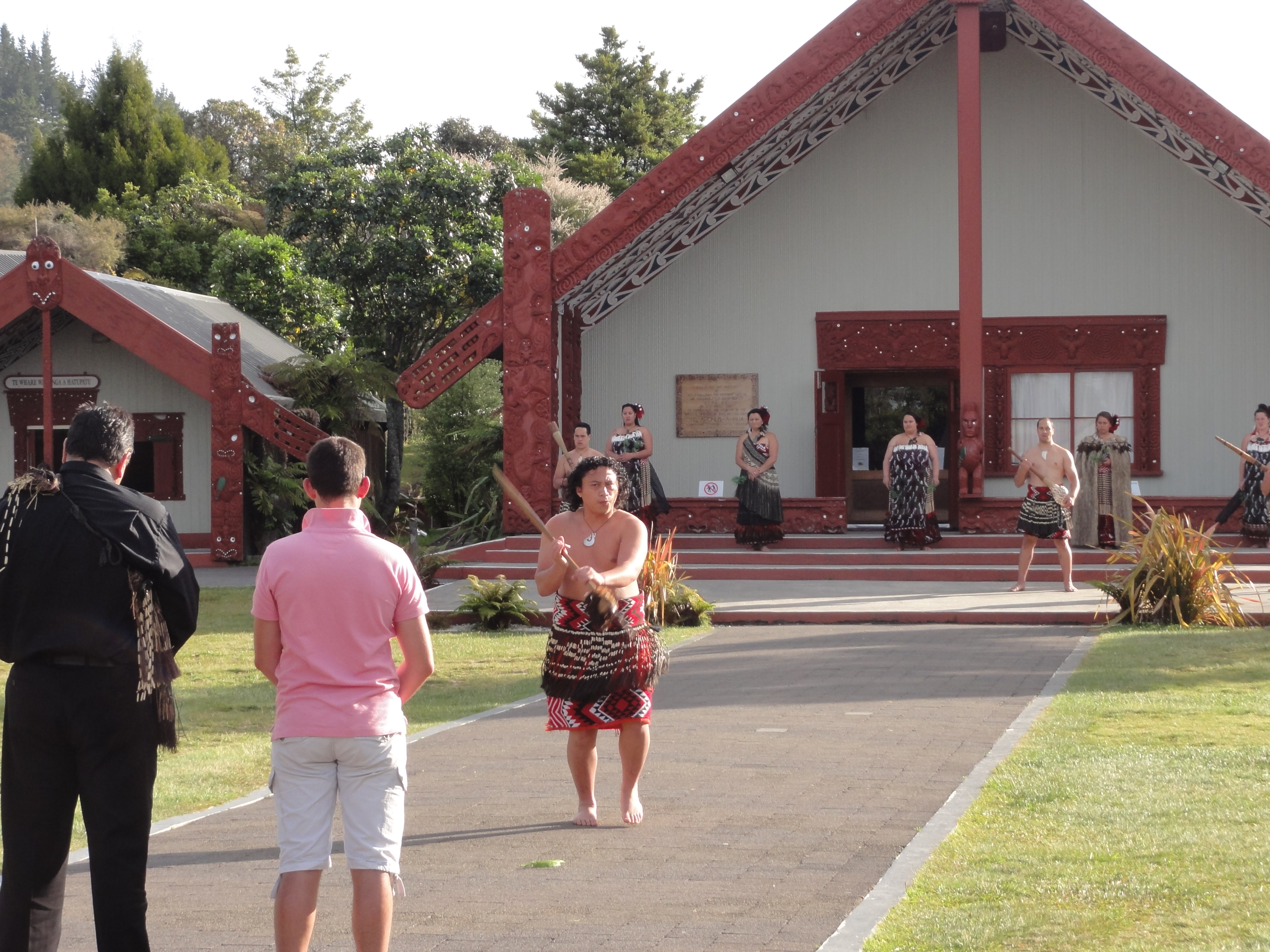
Begrüßungszeremonie für Touristen vor dem Wharenui in Whakarewarewa

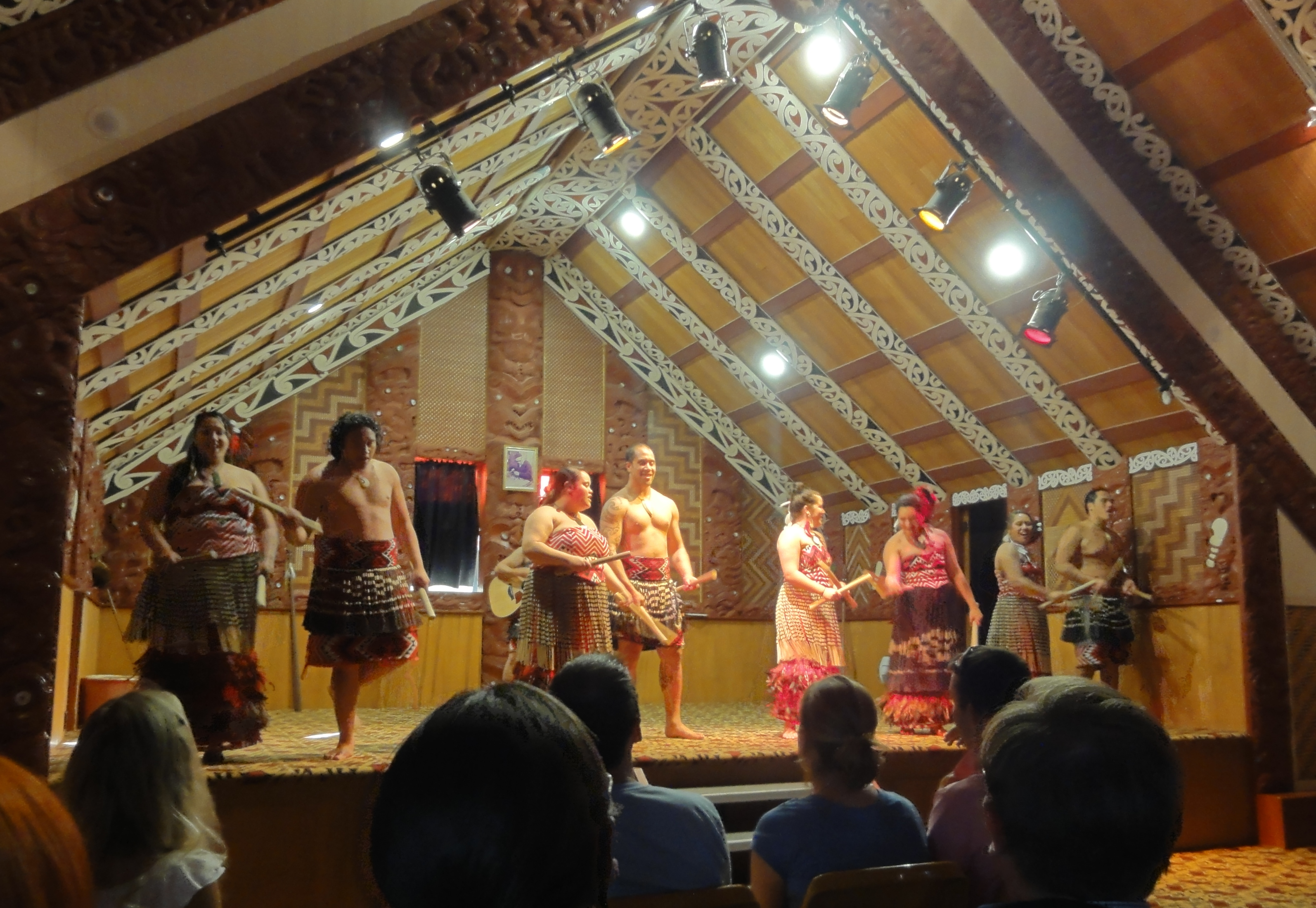
Tanzvorführung im Versammlungshaus in Whakarewarewa

Ein Wharenui (wörtlich „großes Haus“) ist ein Gemeinschaftshaus der Māori in  Neuseeland, normalerweise als Zentrum eines Marae. Im neuseeländischen Englisch werden Wharenui gewöhnlich Meeting houses genannt. Es wird auch Whare Rūnanga (Versammlungshaus) oder Whare Whakairo (Geschnitztes Haus) bezeichnet.
Der Stil, in dem heute Wharenui gebaut werden, stammt von Anfang/Mitte des 19. Jahrhunderts. Die Häuser sind oft innen und außen mit Schnitzereien verziert, die Ahnen des Iwi darstellen. Der Stil der Schnitzereien unterscheidet sich von Stamm zu Stamm. Moderne Versammlungshäuser werden nach dem geltenden Baurecht errichtet. Neben Schnitzereien dienen auch Fotos verstorbener Ahnen als Innenausstattung. Die Häuser tragen stets einen Namen, manchmal den eines berühmten Vorfahren, manchmal einer Gestalt aus der Mythologie der Māori.
Manche Versammlungshäuser werden auch unabhängig von einem bestimmten Stamm errichtet, wo viele Māori zusammenkommen, so an Colleges und Schulen mit vielen Māori. Obwohl ein Versammlungshaus als Tapu angesehen wird, ist es keine Kirche oder Ort der Anbetung. Allerdings können religiöse Rituale in oder vor dem Gebäude stattfinden. In den meisten Marae darf keine Nahrung mit ins Versammlungshaus genommen werden.
Einige Wharenui werden auch für touristische Kulturveranstaltungen verwendet, so im Thermalgebiet Whakarewarewa, wobei aber darauf geachtet wird, dem herausgehobenen Status des Versammlungshauses gerecht zu werden.

## Aufbau
Das Gebäude symbolisiert oft einen Ahnen des Stammes. Bestimmte Teile des Gebäudes beziehen sich auf die Körperteile des Ahnen:
- der Koruru am höchsten Punkt des Giebels ist der Kopf des Ahnen
- die Maihi (die Ortgänge des Gibels verkörpern die Arme, die Enden der Maihi heißen Raparapa (Finger))
- der Tāhuhu (Firstbalken) ist das Rückgrat
- die Heke oder Dachbalken sind die Rippen
- die Poutokomanawa (zentrale Säule) kann als das Herz interpretiert werden

Andere wichtige Teile des Wharenui sind:
- die Amo, die Stützen an den Enden der Maihi
- das Poupou, die Wandschnitzerei unter der Veranda und im Innenraum
- die Kūwaha oder Fronttür mit dem Pare oder Türsturz
- die Paepae, das horizontale Bauelement am Boden der Front des Wharenui, das  als Schwelle dient.

Das Marae ātea ist der sehr wichtige offene Platz vor dem Wharenui. Hier werden Besucher begrüßt und Probleme diskutiert.
Die Versammlungshäuser sind das Zentrum für kulturelle, geschäftliche und andere Angelegenheiten, die den Iwi als Ganzes betreffen. Typischerweise dürfen Besucher des Dorfes im Versammlungshaus übernachten. Zeremonielle Anlässe wie Hochzeiten und Begräbnisse finden in oder vor dem Wharenui statt. Für die Nutzung des Wharenui gelten strenge Verhaltensregeln, da es als Ort der Einheit und des Friedens gilt. Falls jemand wütend oder gewalttätig wird, würde er aufgefordert, das Haus zu verlassen, bis er sich wieder im Griff hat.